# Silvano Martello
Silvano Martello (Bologna, 20 aprile 1948) è un ingegnere italiano.
È professore emerito di Ricerca Operativa presso l'Università di Bologna.
È conosciuto per i suoi contributi alla ricerca operativa e la programmazione matematica.
In particolare, è l'autore, insieme a Paolo Toth, dell'algoritmo Martello-Toth per il problema dello zaino.
Ha anche contribuito allo sviluppo di metodi di soluzione per il problema di assegnazione ed i problemi di instradamento dei veicoli.
È stato vice-presidente dell'associazione delle società europee di ricerca operativa (EURO) dal 2014 al 2017.
Dal 1997 dirige l'European Chapter on Combinatorial Optimization (ECCO).
È l'editore a capo di 4OR, la rivista ufficiale delle società di ricerca operativa di Belgio, Francia ed Italia.

## Biografia
Si è laureato in ingegneria elettronica presso l'Università di Bologna nel 1973. È stato professore assistente e poi associato presso la stessa università, dal 1980 al 1990. Dal 1990 al 1994 è stato professore ordinario di ricerca operativa all'Università degli Studi di Torino e, dal 1994 al 2018, professore ordinario di ricerca operativa all'Università di Bologna.

## Lavori
Ha scritto, con Paolo Toth, il libro Knapsack Problems: Algorithms and Computer Implementations.
È coautore, con Rainer Burkard, del libro Assignment Problems.

## Riconoscimenti

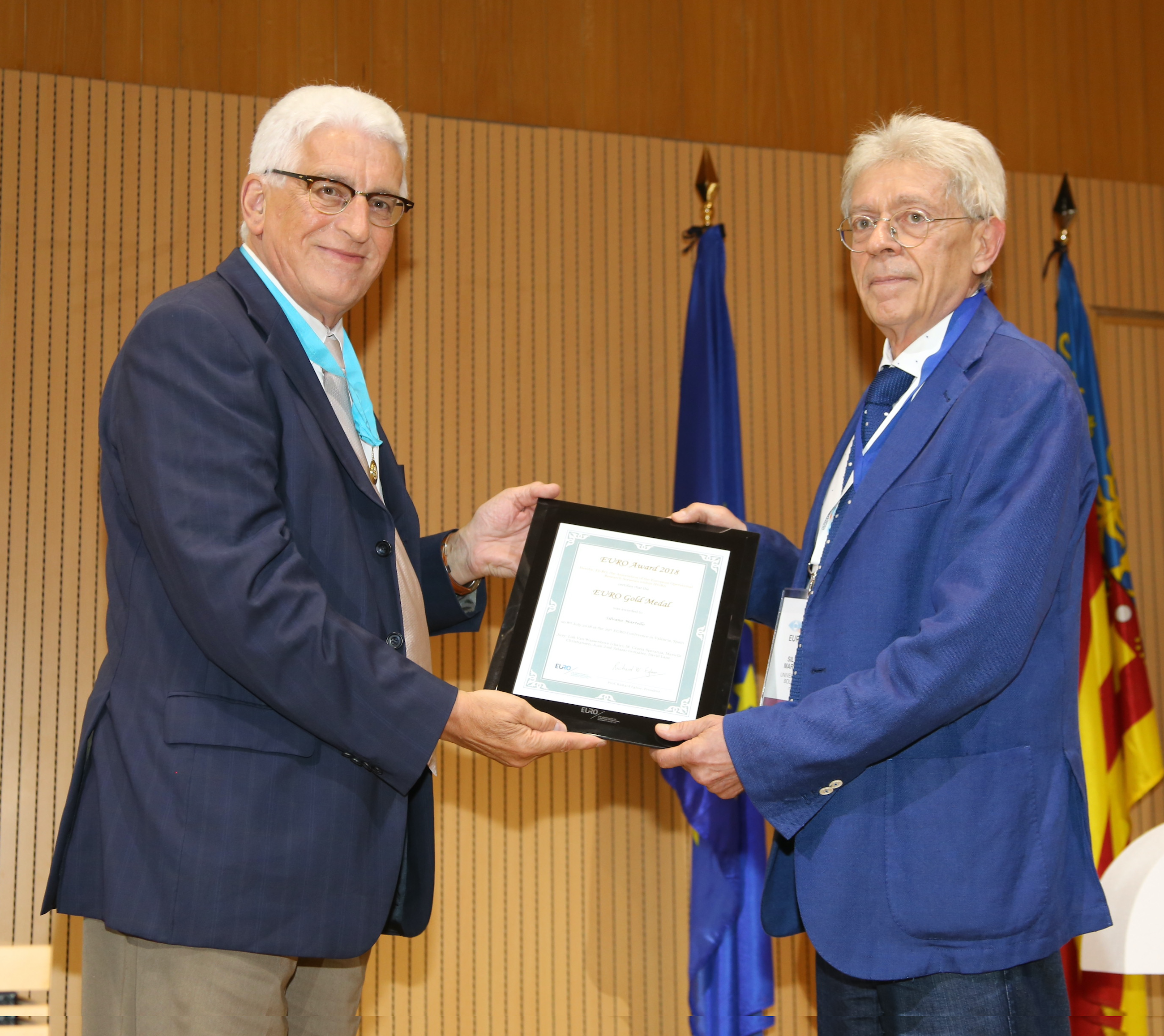
Silvano Martello (destra) riceve l'EURO Gold Medal Award da Luk Van Wassenhove (sinistra).

- 2012 - Distinguished lecture di IFORS.[12]
- 2018 - Premio al miglior articolo pubblicato sulla rivista Omega.[13]
- 2018 - Medaglia d'oro di EURO (Gold Medal Award), la maggiore distinzione europea nella ricerca operativa.[14]